# حمید هیراد
حمید حسین‌زاده (زادهٔ ۱ بهمن ۱۳۷۰) که با نام هنری حمید هیراد شناخته می‌شود، خواننده ، ترانه سرا ،‌ آهنگساز و نوازنده اهل ایران است. اولین ترانه وی با گروه پازل بند در کنار علی رهبری و آرین بهاری در ۱۵ اسفند ۱۳۹۵ با نام «بی‌تاب» منتشر شد. در اردیبهشت ۱۳۹۶ ترانه مستقل وی با نام «مستم کن» روانهٔ بازار شد. در تیر ۱۳۹۶ ترانه «دلارام» را به همراهی پازل بند منتشر کرد.
او در سالیان قبل تر ترانه ای به نام «لحظه های بی تو» با حسن گوهری منتشر کرده است.

## زندگی
او از سن ۶ سالگی به خوانندگی علاقه داشته و در سن ۱۵ سالگی پس از اتمام هنرستان با شعر و شاعری آشنا شد؛ سپس به سمت موسیقی سنتی همگام با ترانه سرایی گرایید. در اولین گام هنری آموزش موسیقی سنتی را آغاز کرد سپس با چند کار نیمه حرفه ای با گروهی موسوم به داروگ فعالیت هنری خود را پی گرفت.
به واسطه دوستان یکی از آثار سنتی خود را به مدیر عامل شرکت «آوازی نو» ارسال و پس از پذیرفته شدن همکاری کرد و پس از یک سال در اواخر سال ۹۵ کار موسیقی را رسما آغاز کرد.

## فعالیت ها
در سال ۱۳۷۶ وقتی تنها ۶ ساله بود به موسیقی و شعر علاقمند شد اما بصورت جدی فعالیت خود را از سال ۱۳۸۵ وقتی ۱۵ ساله بود با سرودن شعر شروع کرد و خیلی زود این علاقه سمت ترانه سرایی و علاقه به خوانندگی رفت.
بعد از ترانه سرایی در اولین گام برای پرورش صدا به کلاس های موسیقی سنتی رفت و با چند کار نیمه حرفه ای استعداد خوب را محک زد اما شنیده نشد. سپس با چند کار نیمه‌حرفه‌ای با گروهی موسوم به «داروگ» فعالیت هنری خود را ادامه داد.
بعد از چند وقت از آغاز فعالیت، به واسطه‌ی آشناهایش، یکی از آثار سنتی خود را به حسن اردستانی مدیر شرکت «آوازی نو» ارسال کرد که نظر آنها را برای همکاری متقاعد کرد.
به این ترتیب او سال ۱۳۹۴ وقتی ۲۴ ساله بود وارد این شرکت شد و تا یکسال روی نام هنری، استایل و نوع سبک کاری جدیدش کار شد.
اولین تجربه اش در ۱۵ اسفند همکاری ۱۳۹۵ با گروه پازل بند که آنها نیز جزو هنرمندان شرکت آوازی نو بودند با استقبال خوب مردم مواجه شد؛ اما بصورت جدی اولین آهنگ مستقل وی بنام «مستم کن» در اردیبهشت سال ۹۶ وارد بازار شد و دو ماه بعد با آهنگ «دلارام» در همکاری دوباره با پازل بند به شهرت رسید.
او در سالیان قبل تر ترانه‌ای به نام «لحظه های بی تو» با حسن گوهری منتشر کرده است.
هیراد در ۱۳ آذر ۱۳۹۶ به عنوان مهمان ویژه در کنسرت گروه ماکان بند هنرنمایی و حضور یافت.
او برای اولین بار کنسرت مشترک «شب جذاب» با همراهی «مصطفی راغب» را در ٢٧ اردیبهشت ١۴٠٢ به همت موسسه «آوازی نو» در تهران به روی صحنه برد. اجرایی برگرفته از آهنگ پرطرفدار جذاب، که یکی از آثار مشترک این دو خواننده مطرح پاپ است. پروژه همکاری این دو خواننده با ترانه های مطرح دیگری همچون «خوش به حالم» ، «دلدار» ، «بخند» و «آبی فیروزه ای»، بازخورد زیادی داشته و تاکنون منجر به برگزاری چندین سانس کنسرت و استقبال زیاد مخاطبان و طرفداران حمید هیراد و مصطفی راغب شده است.
حمید هیراد از ۵ مهر ۱۴۰۳ فعالیت های مشترکی را از جمله کنسرت مشترک با سینا درخشنده آغاز کرد.
هیراد در ۶ دی ۱۴۰۳ آهنگی را با همخوانی میثم اکبری منتشر کرد.

### حضور در برنامه تلویزیونی
- به همراه پازل بند دو بار حضور در برنامه فرمول یک
- به همراه پازل بند در برنامه من و شما
- به همراه پازل بند در ویژه برنامه شبکه یک لبخند میلیونی
- حمید هیراد در تاریخ ۲۲ آذر ماه سال ۹۶ در اولین قسمت از سری سوم برنامه دورهمی به عنوان مهمان حضور پیدا کرد.[۱۱][۱۲][۱۳]
- او به همراه مصطفی راغب در ٢٣ آذر ١۴٠٠ در برنامه شباهنگی حضور یافت.
- حضور حمید هیراد در برنامه خندوانه در تاریخ ۲۹ خرداد ۱۴۰۱.[۱۴]

### افطاری ابراهیم رئیسی
هیراد در فروردین ۱۴۰۱، در مراسم افطاری سید ابراهیم رئیسی، رئیس جمهور وقت ایران، که برای دست‌اندرکاران هنر تدارک دیده شده بود، حاضر شد.

## ترانه سرایی
اشعار او در قالب تغزل و بداهه سرایی با چاشنی تلفیقی اشعار بزرگان شهر پارسی همچون مولانا، حافظ و سعدی می باشد.

## اتهام سرقت ادبی
هیراد مورد انتقاد برخی محافل هنری قرار گرفته و بعضی منتقدان و شاعران، ازجمله علیرضا بدیع، شهرام سببی و مهتاب یغما او را به سرقت ادبی متهم کرده‌اند. به نوشتهٔ زینب مرتضایی‌فرد در روزنامهٔ سازندگی، هیراد از اشعار مولانا، سیمین بهبهانی و شهریار استفاده کرده اما نام خود را به عنوان ترانه‌سرا ثبت کرده‌است. همچنین، در ۸ فروردین ۱۳۹۷، چهل نفر از شاعران و ترانه‌سرایان سرشناس کشور، با انتشار بیانیه‌ای با موضوع «تضییع حقوق مؤلفین و حواشی ایجادشده توسط حمید هیراد» بیانیه‌ای را منتشر کردند و ضمن ناپسند خواندنِ سرقت ادبی و محکوم کردن آن، خواستار رسیدگی این موضوع از طریق مراجع ذیربط شدند. برخی از امضاکنندگان بیانیه عبارت‌اند از: اکبر آزاد، علیرضا بدیع، روزبه بمانی، محمدعلی بهمنی، مهدی ایوبی، سعید بیابانکی، کمال حسینیان، سعید دبیری، ایرج زبردست، سیامک عباسی، حسین غیاثی، نیلوفر لاری‌پور، امیرحسین مدرس، محمد مقتدایی، ایلیا منفرد، علی‌اکبر یاغی‌تبار، میثم یوسفی. هیراد در بیانیه‌ای گفته که در بخش معرفی آثار، به‌خصوص در قطعات جدیدتر، منبع را ذکر کرده و سعی کرده از ترانه‌سرا اجازه بگیرد. او در این بیانیه «فقدان اعتماد کامل به صحت اسامی در محدودهٔ فضای مجازی» و «تردید اخلاقی در ضایع شدن حقوق صاحبان حقیقی آثار» را دلایلی برای ذکر نکردن اسامی ترانه‌سراها عنوان کرده‌است. در نهایت توافقی میان شاعران و هیراد صورت گرفت و قرار شد هیراد در اینستاگرام خود عذرخواهی رسمی انجام دهد و همچنین وی و شرکت ارائه دهنده آلبوم متعهد شوند از هیچ ترانه ای بدون ذکر نام شاعر استفاده نکنند.
هیراد پیش از این نیز قطعهٔ «دیوانهٔ شهر» را که نسخه بازخوانی از یکی از قطعات تییستو، دی‌جی و آهنگساز هلندی بود، به‌عنوان قطعه‌ای با آهنگسازی خود منتشر کرده‌بود، اما به نام آهنگساز اصلی این اثر اشاره‌ای نشده‌بود. به ادعای برخی رسانه‌ها، تییستو با درج نظری در صفحهٔ اینستاگرام هیراد نسبت به این موضوع «ابراز خوشحالی» کرده و «او را تشویق کرده‌است». او همچنین در برنامهٔ حالا خورشید نظر تییستو در اینستاگرام خود را نشانهٔ رضایت او دانسته‌بود.

## حواشی

### لب‌خوانی در کنسرت
بعد از این‌که شایعهٔ پلی‌بک‌خوانی حمید هیراد در کنسرت مرداد ۱۳۹۷ شیراز مطرح شد و فیلم‌هایی از لب‌خوانی این خواننده در این کنسرت، در فضای اینترنتی منتشر شد و جنجال و حاشیه‌هایی را ایجاد کرد، دفتر موسیقی وزارت ارشاد وارد عمل شد و با بررسی فیلم‌های کنسرت حمید هیراد، لب‌خوانی این خواننده در کنسرت شیراز را تأیید کرد و حمید هیراد چند روز پس از تأیید این موضوع توسط دفتر موسیقی، در برنامهٔ تلویزیونیِ حالا خورشید شبکهٔ سوم سیما به لب‌خوانی در کنسرت شیراز اعتراف کرد، که واکنش‌های زیادی به همراه داشت.
استفاده از فایل صوتی بازخوانی شده در کنسرت شیراز به دلیل بیماری وی صورت گرفت؛ چون اگر آن قطعه از آهنگ (قسمت اوج) خوانده میشد، خطر مرگ مغزی به همراه داشت.

## بیماری
در اسفند ۱۳۹۸ گزارش شد که هیراد به سرطان خون مبتلا شده و در دو سال گذشته با این بیماری دست و پنجه نرم می‌کند. سپس هیراد با حضور برنامه بهار جان این موضوع را تأیید کرد. او در سال ۱۴۰۲ اعلام کرد که از سال ۱۳۹۵ درگیر سرطان و دلیل ابتلای او به سرطان «ژنتیکی» بوده‌است. البته هیراد قبل‌تر نیز همه این ها را در خرداد ۱۴۰۱ در برنامه خندوانه اعلام کرده بود.
هیراد در ۱۱ اردیبهشت ۱۴۰۰، به علت ابتلا به کووید-۱۹ در بیمارستان دکتر شریعتی بستری شد.

## ترانه‌شناسی
| تاریخ انتشار     | نام آهنگ                                               | ترانه سرا (شاعر)                      | آهنگساز (ملودی)           | تنظیم کننده               |
| ---------------- | ------------------------------------------------------ | ------------------------------------- | ------------------------- | ------------------------- |
| مرداد ۱۳۹۵       | لحظه های بی تو (همخوانی با حسن گوهری)                  | سپیده شرف الدین                       | سپیده شرف الدین           | حسن گوهری                 |
| ۱۵ اسفند ۱۳۹۵    | بی تاب (همخوانی با پازل بند)                           | حمید هیراد                            | حمید هیراد - علی رهبری    | آرین بهاری                |
| ۶ اردیبهشت ۱۳۹۶  | مستم کن                                                | حمید هیراد                            | حمید هیراد                | امیرمیلاد نیکزاد          |
| ۲۰ خرداد ۱۳۹۶    | فراموش کن                                              | حمید هیراد                            | حمید هیراد                | امیرمیلاد نیکزاد          |
| ۸ تیر ۱۳۹۶       | دلارام (همخوانی با پازل بند)                           | حمید هیراد                            | علی رهبری                 | آرین بهاری                |
| ۲۷ تیر ۱۳۹۶      | معشوقه (همخوانی با پازل بند)                           | حمید هیراد                            | علی رهبری                 | آرین بهاری                |
| ۲۲ مرداد ۱۳۹۶    | رسوایی                                                 | حمید هیراد                            | حمید هیراد                | امیرمیلاد نیکزاد          |
| ۱۸ شهریور ۱۳۹۶   | شب که شد                                               | حمید هیراد                            | حمید هیراد                | پازل بند                  |
| ۳ مهر ۱۳۹۶       | خدا                                                    | حمید هیراد                            | حمید هیراد                | امیرمیلاد نیکزاد          |
| ۲۹ مهر ۱۳۹۶      | عشق                                                    | حمید هیراد                            | حمید هیراد                | امیرمیلاد نیکزاد          |
| ۸ آبان ۱۳۹۶      | شوخیه مگه                                              | حمید هیراد                            | حمید هیراد                | امیرمیلاد نیکزاد          |
| ۲۹ آذر ۱۳۹۶      | نیمه جانم                                              | حمید هیراد                            | حمید هیراد                | امیرمیلاد نیکزاد          |
| ۳۰ دی ۱۳۹۶       | یار                                                    | حمید هیراد                            | حمید هیراد                | پازل بند                  |
| ۱۹ بهمن ۱۳۹۶     | انفرادی                                                | حمید هیراد                            | حمید هیراد                | امیرمیلاد نیکزاد          |
| ۹ اسفند ۱۳۹۶     | دیوانه شهر (تیتراژ پایانی سریال گلشیفته)               | حمید هیراد                            | حمید هیراد                | امیرمیلاد نیکزاد          |
| ۲۶ اردیبهشت ۱۳۹۷ | ماه من                                                 | حمید هیراد                            | حمید هیراد                | پازل بند                  |
| ۱۹ تیر ۱۳۹۷      | هل هله                                                 | حمید هیراد                            | حمید هیراد                | مهرشاد خنج                |
| ۲۲ مرداد ۱۳۹۷    | عاشق                                                   | هادی زینتی                            | حمید هیراد                | امیرمیلاد نیکزاد          |
| ۱۹ مهر ۱۳۹۷      | جنجال                                                  | وحشی بافقی - حسین جنت مکان - علی صفری | حمید هیراد                | امیرمیلاد نیکزاد          |
| ۲۲ آبان ۱۳۹۷     | خاتون                                                  | مولانا - هادی زینتی                   | حمید هیراد                | امیرمیلاد نیکزاد          |
| ۲۸ اسفند ۱۳۹۷    | کدئین                                                  | امید صباغ نو                          | حمید هیراد                | امیرمیلاد نیکزاد          |
| ۱۴ فروردین ۱۳۹۸  | دیر کردی                                               | حمید هیراد                            | حمید هیراد                | امیرمیلاد نیکزاد          |
| ۱۶ اردیبهشت ۱۳۹۸ | دهه شصت                                                | عبدالجبار کاکایی                      | حمید هیراد                | امیرمیلاد نیکزاد          |
| ۱۶ تیر ۱۳۹۸      | ای وای                                                 | ساره رسولی                            | حمید هیراد                | فرشاد فارسیان             |
| ۱۲ مرداد ۱۳۹۸    | خوشم میاد                                              | حمید هیراد                            | حمید هیراد                | امیرمیلاد نیکزاد          |
| ۲۸ مرداد ۱۳۹۸    | آهو                                                    | حمید هیراد                            | حمید هیراد                | امیرمیلاد نیکزاد          |
| ۴ مهر ۱۳۹۸       | آشوب                                                   | حمید هیراد                            | حمید هیراد                | امیرمیلاد نیکزاد          |
| ۱۳ آذر ۱۳۹۸      | آخر نماندی                                             | علی اعظمی - حامد صمغ آبادی            | علی اعظمی                 | محمدرضا رهنما             |
| ۱ آبان ۱۳۹۸      | گفتم بمان                                              | حسام جعفری                            | حمید هیراد                | محمدرضا رهنما             |
| ۲۹ دی ۱۳۹۸       | کودتا                                                  |                                       |                           |                           |
| ۱۸ اسفند ۱۳۹۸    | رخ                                                     | علی بحرینی                            | حمید هیراد                | امیرمیلاد نیکزاد          |
| ۲۸ اسفند ۱۳۹۸    | خوش باش                                                | مولانا - خیام                         | حمید هیراد                | مهرشاد خنج                |
| ۵ اردیبهشت ۱۳۹۹  | ساقی                                                   | حمید هیراد                            | حمید هیراد                | مهرشاد خنج                |
| ۴ تیر ۱۳۹۹       | وطن                                                    | حمید هیراد                            | حمید هیراد                | حسن بابا                  |
| ۱۱ مرداد ۱۳۹۹    | جذاب (همخوانی با مصطفی راغب)                           | آرش تقوی                              | ایمان یمینی - پیمان عدالت | آرش آزاد                  |
| ۱۳ آبان ۱۳۹۹     | مجنون                                                  | حمید هیراد - هادی زینتی               | حمید هیراد                | امیرمیلاد نیکزاد          |
| ۱۵ آبان ۱۴۰۰     | دنیام                                                  | سحر فرج زاده                          | ایمان یمینی - پیمان عدالت | آرش آزاد                  |
| ۱۵ آذر ۱۴۰۰      | پای عشق تو گیرم (دلی)                                  | بهناز مکاری                           | ایمان یمینی - پیمان عدالت | آرش آزاد                  |
| ۲۶ دی ۱۴۰۰       | قلب                                                    | حمید هیراد                            | حمید هیراد                | رسول حسینی                |
| ۲۹ اسفند ۱۴۰۰    | خدا بود (تیتراژ پایانی سریال خداداد)                   |                                       | حمید هیراد                | امید رهبران               |
| ۱۰ فروردین ۱۴۰۱  | خوش به حالم (همخوانی با مصطفی راغب)                    | شقایق رفیعی                           | ایمان یمینی - پیمان عدالت | آرش آزاد                  |
| ۷ اردیبهشت ۱۴۰۱  | زیبای من (نسخه دلی)                                    | محمد مبارکی                           | حمید هیراد                | رسول حسینی                |
| ١٣ اردیبهشت ۱۴۰۱ | عطر (دلی)                                              | حمید هیراد                            | حمید هیراد                | رسول حسینی                |
| ۲۱ اردیبهشت ۱۴۰۱ | ستون                                                   | شقایق رفیعی                           | پیمان عدالت - ایمان یمینی | آرش آزاد                  |
| ۳۰ اردیبهشت ۱۴۰۱ | هرگز (دلی)                                             | حامد حسین زاده                        | کسری عارفان               | رسول حسینی                |
| ۷ خرداد ۱۴۰۱     | بی وفا جان (دلی)                                       | ایمان یمینی                           | پیمان عدالت - ایمان یمینی | آرش آزاد                  |
| ۴ تیر ۱۴۰۱       | آدم و حوا                                              | حامد حسین زاده                        | حمید هیراد                | امیر میلاد نیکزاد         |
| ۲۰ تیر ۱۴۰۱      | دوست دارم (دلی)                                        | حامد حسین زاده                        | حمید هیراد                | رسول حسینی                |
| ۲ مرداد ۱۴۰۱     | نهایتا (دلی)                                           | حمید هیراد                            | حمید هیراد                | رسول حسینی                |
| ۲۲ مرداد ۱۴۰۱    | دریا (دلی)                                             | حمید هیراد                            | حمید هیراد                | رسول حسینی                |
| ۱۹ آبان ۱۴۰۱     | (دلی)                                                  | میترا مهری پور                        | علی نیک پی                | رسول حسینی                |
| ۱۰ آذر ۱۴۰۱      | مترسک (دلی)                                            | حمید هیراد                            | کسری عارفان               | رسول حسینی                |
| ۲۲ آذر ۱۴۰۱      | هم درد (دلی)                                           | حامد حسین زاده                        | حمید هیراد                | رسول حسینی                |
| ۱ دی ۱۴۰۱        | تیشه                                                   | حامد حسین زاده                        | حمید هیراد                | رسول حسینی                |
| ۹ دی ۱۴۰۱        | بی معرفت                                               | حمید هیراد                            | حمید هیراد                | رسول حسینی                |
| ۳۰ دی ۱۴۰۱       | ناجی (دلی)                                             | حمید هیراد                            | حمید هیراد                | پدرام شهرکی               |
| ۱۸ بهمن ۱۴۰۱     | زیبای من                                               | محمد مبارکی                           | حمید هیراد                | رسول حسینی                |
| ۱۲ اسفند ۱۴۰۱    | ساده (دلی)                                             | حمید هیراد                            | حمید هیراد                | رسول حسینی                |
| ۲۰ اسفند ۱۴۰۱    | هزار و یک شب                                           | محمد مهدی سیار                        | حمید هیراد                | رسول حسینی                |
| ۸ فروردین ۱۴۰۲   | خانم گل                                                | حافظ - حمید هیراد                     | حمید هیراد                | رسول حسینی                |
| ۲۳ فروردین ۱۴۰۲  | خسته شدم (دلی)                                         | حمید هیراد                            | حمید هیراد                | رسول حسینی                |
| ۱ تیر ۱۴۰۲       | خسته شدم                                               | حمید هیراد                            | حمید هیراد                | رسول حسینی                |
| ۱۷ تیر ۱۴۰۲      | اتفاقا (دلی)                                           | حامد حسین زاده                        | حمید هیراد                | رسول حسینی                |
| ۲۹ تیر ۱۴۰۲      | مرا ببر                                                | حسن اردستانی                          | حامد حسین زاده            | رسول حسینی                |
| ۲۵ مرداد ۱۴۰۲    | نه (دلی)                                               | حمید هیراد                            | حمید هیراد                | رسول حسینی                |
| ۱۴ شهریور ۱۴۰۲   | نفس                                                    | حمید هیراد                            | حمید هیراد                | رسول حسینی                |
| ۲۸ مهر ۱۴۰۲      | دلدار (همخوانی با راغب)                                | حمید هیراد                            | حمید هیراد                | رسول حسینی                |
| ۲۲ آبان ۱۴۰۲     | بخند (همخوانی با مصطفی راغب)                           | آرش طاقتی                             | ایمان یمینی - بیمان عدالت | رسول حسینی                |
| ۹ آذر ۱۴۰۲       | نیامدی (ای بی خبر)                                     | النا باقری                            | حمید هیراد                | رسول حسینی                |
| ۱۴ آذر ۱۴۰۲      | تو باید باشی                                           | بهناز مکاری                           | ایمان یمینی - پیمان عدالت | رسول حسینی                |
| ۲۸ آذر ۱۴۰۲      | محال ممکن                                              | حمید هیراد                            | حمید هیراد                | رسول حسینی                |
| ۱ دی ۱۴۰۲        | شاه ماهی                                               | نسرین سعیدی                           | ایمان یمینی               | پیمان عدالت               |
| ۸ دی ۱۴۰۲        | عشقم                                                   | حسن اردستانی                          | حمید هیراد                | رسول حسینی                |
| ۲۲ دی ۱۴۰۲       | گل صحرا                                                | علیرضا راشا                           | علی اسماعیلی              | علی اسماعیلی              |
| ۱ بهمن ۱۴۰۲      | عروسک                                                  | محمد مبارکی                           | دویار                     | رسول حسینی                |
| ۱۱ بهمن ۱۴۰۲     | یادش بخیر                                              | شاهان                                 | شاهان                     | مکو                       |
| ۲۴ بهمن ۱۴۰۲     | دوری و دوستی (کسی چه میدونه) (دلی)                     | شاهان                                 | شاهان                     | شاهان                     |
| ۹ اسفند ۱۴۰۲     | پناه                                                   | شاهان                                 | شاهان                     | شاهان                     |
| ۱ فروردین ۱۴۰۳   | که چی                                                  | حمید هیراد                            | حمید هیراد                | رسول حسینی                |
| ۱۳ فروردین ۱۴۰۳  | قلبی (کوردی)                                           |                                       |                           |                           |
| ۱۹ فروردین ۱۴۰۳  | دیدی                                                   | یونا یوسفی                            | حمید یزدانفر              | وحید فرج زاد              |
| ۲ اردیبهشت ۱۴۰۳  | دال                                                    | النا باقری                            | حمید هیراد                | رسول حسینی                |
| ۱۸ اردیبهشت ۱۴۰۳ | میخانه                                                 | حمید هیراد                            | حمید هیراد                | رسول حسینی                |
| ۷ خرداد ۱۴۰۳     | بیدار                                                  | مولانا                                | حمید هیراد                | رسول حسینی                |
| ۱۶ خرداد ۱۴۰۳    | عشق اول                                                | میترا مهری پور                        | علی نیک پی                | رسول حسینی                |
| ۳ تیر ۱۴۰۳       | کسی چه میدونه (دوری و دوستی)                           | شاهان                                 | شاهان                     | رسول حسینی                |
| ۱۱ تیر ۱۴۰۳      | آبی فیروزه‌ای (همخوانی با راغب)                         | صابر قدیمی                            | راغب - ایمان یمینی        | آرش آزاد                  |
| ۳۰ تیر ۱۴۰۳      | جوانی                                                  | النا باقری                            | علی شکیبا                 | رسول حسینی                |
| ۲۱ شهریور ۱۴۰۳   | جگر گوشه                                               | حامد صمغ‌آبادی                         | بهروز کلک ران             | رضا دارایی                |
| ۵ مهر ۱۴۰۳       | قایق کاغذی - ای بی خبر (همخوانی با سینا درخشنده) (دلی) | النا باقری - پرهام - هدیه             | کیان دارات                | میلاد فرهودی              |
| ۱۲ مهر ۱۴۰۳      | خدانگهدار                                              | آرش طاقتی                             | پیمان عدالت - ایمان یمینی | آرش آزاد                  |
| ۱ آبان ۱۴۰۳      | ادامه بده                                              | النا باقری                            | علی شکیبا - رضا دارایی    | میلاد فرهودی - رضا دارایی |
| ۳۰ آبان ۱۴۰۳     | شب بخیر                                                | حمید هیراد                            | حمید هیراد                | رسول حسینی                |
| ۶ دی ۱۴۰۳        | بغض پنهان (همخوانی با میثم اکبری)                      | علیرضا راشا                           | علی اسماعیلی              | رسول حسینی                |
| ۱۴ بهمن ۱۴۰۳     | فدای سرت                                               | النا باقری                            | علی شکیبا                 | محمدرضا عقیلی             |
| ۱۹ بهمن ۱۴۰۳     | تو خوشبخت باشی                                         | حمید هیراد                            | حمید هیراد                | رسول حسینی                |
| ۱۱ فروردین ۱۴۰۴  | جانان                                                  | حمید هیراد                            | حمید هیراد                | رسول حسینی                |

| تاریخ انتشار   | نام آهنگ   | ترانه سرا (شاعر)            | آهنگساز                 | تنظیم کننده                   |
| -------------- | ---------- | --------------------------- | ----------------------- | ----------------------------- |
| ۲۴ آذر ۱۳۹۹    | ساحل       | مریم آرام - حمید هیراد      | حمید هیراد              | رسول حسینی                    |
| ۱۹ دی ۱۳۹۹     | خدا نکند   | مهدی میرزایی                | علی اعظمی               | میلاد اکبری                   |
| ۳۰ دی ۱۳۹۹     | دلربا      | حمید هیراد                  | حمید هیراد              | امیرمیلاد نیکزاد              |
| ۱۳ بهمن ۱۳۹۹   | راز        | مجید افشار                  | حمید هیراد              | رسول حسینی                    |
| ۲ فروردین ۱۴۰۰ | دلبر       | حمید هیراد - رسول حسینی     | حمید هیراد - رسول حسینی | فرشاد یزدی                    |
| ۱۹ خرداد ۱۴۰۰  | پیرم درآمد | مهدی میرزایی                | علی اعظمی               | امیرمیلاد نیکزاد - رسول حسینی |
| ۲۴ تیر ۱۴۰۰    | کنارم باش  | امیرخسرو دهلوی - حمید هیراد | حمید هیراد              | فرشاد یزدی                    |
| ۲۹ شهریور ۱۴۰۰ | تهران      | مهدی میرزایی                | علی اعظمی               | رسول حسینی                    |

| تاریخ انتشار: | ۶ شهریور ۱۴۰۳ |                  |            |             |
| شماره         | نام آهنگ      | ترانه سرا (شاعر) | آهنگساز    | تنظیم کننده |
| ۱             | ای بی خبر     | النا باقری       | حمید هیراد | رسول حسینی  |
| ۲             | یادش بخیر     | شاهان            | شاهان      | مکو         |
| ۳             | پناه          | شاهان            | شاهان      | شاهان       |
| ۴             | نه            | حمید هیراد       | حمید هیراد | رسول حسینی  |
| ۵             | عطر           | حمید هیراد       | حمید هیراد | رسول حسینی  |
| ۶             | عشقم          | حمید هیراد       | حمید هیراد | رسول حسینی  |